# Fritz Tampe
Fritz Tampe (8. února 1887, Jílové – červenec 1945, Sasko) byl modernistický děčínský sochař první poloviny 20. století. Jeho výrazové prostředky jsou značně osobité, z uměleckých směrů byl nejvíce ovlivněn kubismem.
Po první světové válce patřily mezi jeho nejdůležitější zakázky mnohé pomníky padlým, které dodnes můžeme vidět v některých obcích na Děčínsku. Protože se však jednalo o autora německy mluvícího a o pomníky vojákům převážně německé národnosti, mezi lety 1945 a 1989 byla téměř všechna jeho díla poničena či úplně zničena.

## Život
Fritz Tampe se narodil 8. února 1887 v obci Jílové na Děčínsku. Jeho národnost byla německá stejně jako u většiny obyvatel tehdejšího Děčínska. Již od mládí se projevoval jeho umělecký talent, a tak po ukončení povinné školní docházky začal navštěvovat keramickou školu v Teplicích. Poté, co ji dostudoval, provozoval několik let v Podmoklech ateliér. O dva roky později začal studovat na vídeňské uměleckoprůmyslové škole.
Válečná léta 1914 až 1918 strávil na východní, pak na italské frontě, kde těsně před ukončením bojů upadl do zajetí. Roku 1919 se vrátil do svého podmokelského ateliéru a pracoval na zakázku jako nezávislý umělec, léta 1938–1945 pro něj znamenala útlum tvorby.
Po konci druhé světové války se nedokázal vyrovnat s nuceným opuštěním svého domova. Odsun německého obyvatelstva ze Sudet pro něj znamenal i ztrátu veškerých kontaktů a klientely. Místo odchodu zvolil Fritz Tampe sebevraždu, jeho tělo bylo nalezeno 17. července 1945 poblíž Stadt Wehlen v Sasku a pohřbeno na místním hřbitově.

## Dílo
Po dokončení studia se Fritz Tampe živil sochařstvím. Před první světovou válkou stihl realizovat několik zakázek, mezi jinými pomník padlým vojákům v prusko-rakouské válce. Po vypuknutí první světové války narukoval, „tvořit však nepřestal tvořit a roku 1916 byl Zemským výborem odměněn 2. a 3. cenou za oslavné práce s vojenskými náměty.“
Po skončení bojů se vrátil do Děčína a opět tvořil na zakázky. Dochované pomníky padlým z jeho ateliéru lze dnes vidět např. v Krásném Studenci, na Červeném vrchu a na Starém Městě v Děčíně.
V jeho díle můžeme pozorovat jisté kubizující tendence. Jsou patrné např. na originálně koncipovaném pomníku v Podmoklech, jenž má podobu kašny. Po jeho obvodu byla původně vytesána jména padlých, dnes jsou však všechny reliéfy nečitelné. Uprostřed kašny stojí ženská postava, plačící nad svými mrtvými hrdiny. Stylizovaná mužská těla byla rozmístěna po obvodu kašny, jež měla podobu květu lilie.
Mezi menší plastiky Fritze Tampeho patřily zejména četné busty, jež se však nezachovaly. Z jeho dalšího díla lze zmínit práci na rodinných náhrobcích a na modelech zvonů, jež byly odlévány jako náhrada za zvony roztavené za první světové války.
Vedle sochařství se zabýval i malířstvím. Dochovalo se několik menších, jemně kolorovaných akvarelů, na nich převládají krajinové motivy.

## Ohlas
Během svého života byl Fritz Tampe pouze jedenkrát zmíněn v dobovém tisku. Vedle krátkého popisu jeho tvorby byla umístěna karikatura, na níž byl zachycen, jak plácá sněhuláka.
Jedná se o umělce dnes téměř zapomenutého, o čemž příhodně vypovídá název výstavy o jeho životě a díle na zámku v jeho rodišti, v Jílovém.